# Перельсон, Алан
Алан Перельсон (Alan S. Perelson; род. 11 апреля 1947, Бруклин, Нью-Йорк) — американский биофизик, иммунолог-теоретик, занимается разработкой моделей иммунной системы и инфекционных заболеваний, таких как ВИЧ, гепатит B и C, грипп и вирус Зика. Доктор философии (1972), с 1974 года сотрудник Лос-Аламосской национальной лаборатории, ныне один из немногочисленных её старших фелло, адъюнкт-профессор нескольких университетов, член Американской академии искусств и наук (1999).
Лауреат премии Макса Дельбрюка Американского физического общества (2017) — за вклад в теоретическую иммунологию. Высокоцитируемый учёный, согласно Thomson Reuters.

## Биография
Получил бакалаврские степени по наукам о жизни и электроинженерии в Массачусетском технологическом институте в 1967 году, а в 1972 году в Калифорнийском университете в Беркли — степень доктора философии по биофизике, под началом Аарона Кацира-Качальского. В 1973 году в последнем стал и. о. ассистент-профессора, в 1974 году поступил постдоком в Университет Миннесоты. С 1974 года сотрудник Лос-Аламосской национальной лаборатории, ныне её старший фелло (Senior Fellow, один из шестерых таковых, не находящихся в отставке, это высшее научное звание в этой лаборатории). В 1978—1979 годы ассистент-профессор Брауновского университета. В настоящее время также состоит адъюнкт-профессором Бостонского и Рочестерского университетов, а также Университета Нью-Мексико.
Фелло Американской ассоциации содействия развитию науки, Общества промышленной и прикладной математики, Американского физического общества, Society for Mathematical Biology.
Отмечен National Institutes of Health MERIT Award.
Удостоился чтения Гиббсовской лекции Американского математического общества (2019).
Опубликовал более 550 статей, которые цитировались свыше 68 тыс. раз.